# Plagiomnium insigne
Plagiomnium insigne är en bladmossart som beskrevs av T. Koponen 1968. Plagiomnium insigne ingår i släktet praktmossor, och familjen Mniaceae. Inga underarter finns listade i Catalogue of Life.

## Bildgalleri

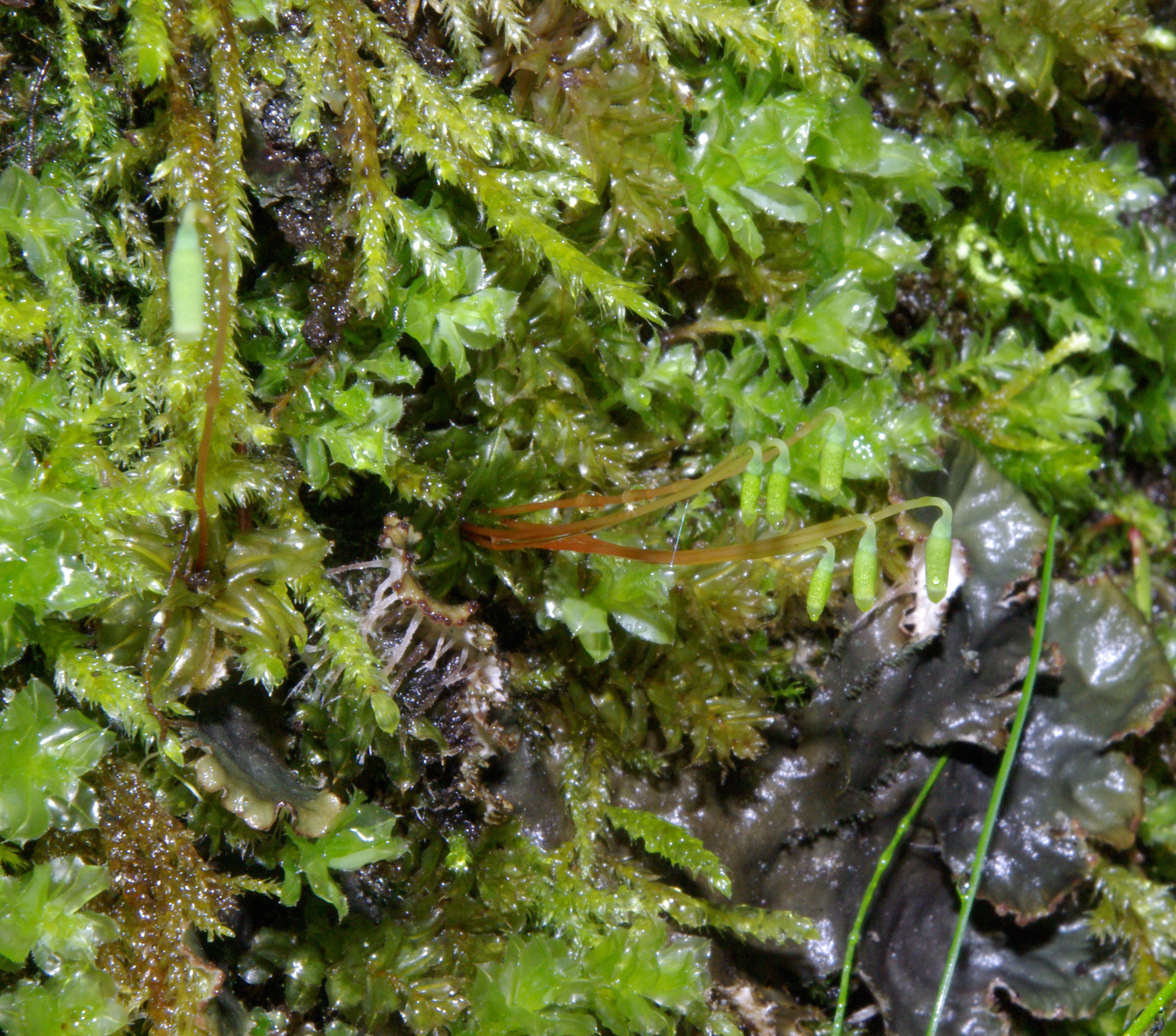